# Danio choprae
Danio choprae або Даніо-світляк або Даніо Чопри — невеличка субтропічна прісноводна риба роду Danio родини данієвих, довжиною до 3,5 см. Одна з найменших риб роду. Популярна акваріумна риба.
Вперше даний вид описаний у 1928 році. Латинська назва дана на честь індійського зоолога доктора Б. Н. Чопри.
Зустрічається, в основному, у водоймах М'янми, басейн річки Іраваді. Віддає перевагу дрібним струмкам з чистою насиченою киснем водою та кам'янистим дном. Інколи зустрічається в ставках з мулистим дном, без рослинності та з чистою водою. Живиться, в основному, комахами та їх личинками. Самки мають округліше червеце, блідіше забарвлення та трішки більші ніж самці. Особливо помітною ця різниця стає в шлюбний період.
Рибка мирна та зграйна. Тому їх можна утримувати у загальному акваріумі, бажано у кількості від 6-ти осіб. Поведінка в акваріумі аналогічна подібна до поведінки інших даніо, наприклад, даніо-реріо.

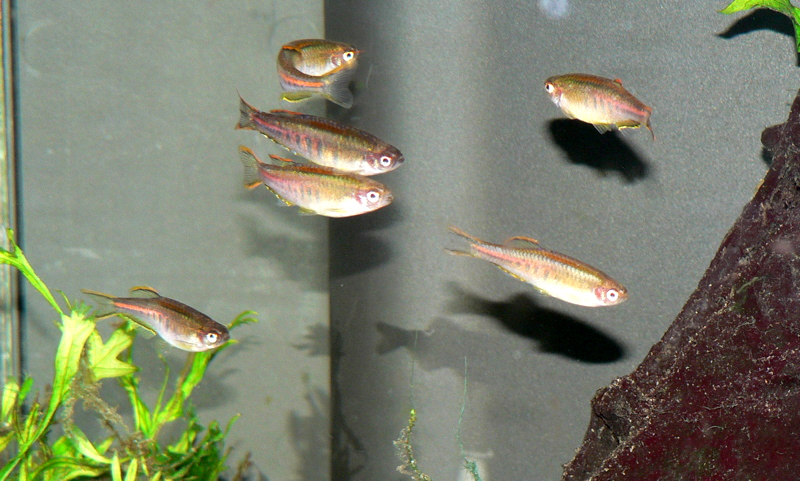
Зграйка даніо в акваріумі

Рекомендовані параметри води при утримуванні в акваріумі:
- Температура — 16—28 °C,
- Жорсткість — принципового значення не має,
- Кислотність — pH 6.0-8.0
- потрібно забезпечити хорошу аерацію та фільтрацію води.